# Hep Stars
The Hep Stars – szwedzki zespół rockowy założony w 1963 roku. 
Największe sukcesy odnosił w latach 60. Po nagraniu pierwszego singla „Kana Kapila” (1964), pierwszy klawiszowiec Hans Östlund opuścił grupę i został zastąpiony przez Benny Anderssona, który na początku lat 70. XX w. został współtwórcą zespołu ABBA. Pozostali członkowie grupy to: wokalista Svenne Hedlund, gitarzysta Janne Frisk, perkusista Christer Pettersson (zm. 2006) i basista Lelle Hegland. Pod koniec lat 60. z zespołem sporadycznie występowała Lotta Hedlund (ur. 1944), żona Svenne’a Hedlunda.

## Dyskografia[1]

### Albumy
- 1965: „We and Our Cadillac”
- 1965: „Hep Stars on Stage”
- 1966: „The Hep Stars”
- 1967: „Jul Med Hep Stars”
- 1968: „Songs We Sang”
- 1968: „It's Been a Long Long Time”
- 1969: „Hep Stars Pa Svenska”
- 1970: „How It All Started”
- 1983: „Hep Stars, 1964-1969!”
- 1990: „Basta” (CD tylko)

### Single
- 1964: „A Tribute to Buddy Holly”/ „Bird Song”
- 1964: „If You Need Me” / „Summertime Blues”
- 1965: „Donna” / „Farmer John”
- 1965: „Cadillac” / „Mashed Potatoes”
- 1965: „Bald Headed Woman” / „Lonesome Town”
- 1965: „No Response” / „Rented Tuxedo”
- 1965: „So Mystifying” / „Young & Beautiful”
- 1965: „Should I” / „I'll Never Quite Get Over You”
- 1966: „Sunny Girl” / „Hawaii”
- 1966: „Wedding” / „When My Blue Moon Turns To Gold Again”
- 1966: „I Natt Jag Dromde” (Swedish version of „Last Night I Had the Strangest Dream”) / „Jag Vet”
- 1966: „Consolation” / „Don't”
- 1967: „Malaika” / „It's So Nice To Be Back”
- 1967: „Christmas On my Mind” / „Jingle Bells”
- 1967: „Mot Okant Land” / „Nagonting Har Hant”
- 1967: „She Will Love You” / „Like You Used To Do”
- 1968: „It's Been A Long Long Time” / „Musty Dusty”
- 1968: „Det Finns En Stad” / „Sagan Om Lilla Sofi”
- 1968: „Let It Be Me” / „Groovy Summertime”
- 1968: „I Sagans Land” / „Tanda Pa Varann”
- 1968: „Holiday For Clowns” / „A Flower In My Garden”
- 1969: „Speleman” / „Precis Som Alla Andra”
- 1969: „Speedy Gonzales” / „Ar Det Inte Karlek, Sag”